# Peter Feist (Autor)
Peter Feist (* 22. Oktober 1960 in Ost-Berlin) ist ein deutscher Verfasser von Reiseführern für den Kai Homilius Verlag und war langjähriger Autor des rechtsextremen Querfront-Magazins Compact.

## Leben
Peter Feist ist Sohn von Manfred Feist, dem Bruder von Margot Honecker, deren Politik er später kritisierte.
 Nach der Berufsausbildung mit Abitur als Tiefbaufacharbeiter absolvierte er drei Jahre Dienst bei den Grenztruppen der DDR als Unteroffizier auf Zeit. Von 1983 bis 1988 studierte er Philosophie und Geschichte an der Humboldt-Universität zu Berlin und erlangte den Abschluss als Diplom-Philosoph mit einer Arbeit über Widersprüche und Konflikte in der DDR-Gesellschaft. Er wurde wegen seiner „kritischen Haltung“ aus der SED ausgeschlossen. Er hatte unter anderem an der Humboldt-Universität die sehr kritische AG „Lest Lenin!“ gegründet.
Nach 1990 arbeitete Feist als Publizist und Anbieter von touristischen Dienstleistungen. Er veröffentlichte Reiseführer über Festungen, Burgen und Schlösser im Kai Homilius Verlag und war als Vortrags- und Reiseführer tätig.

## Politik
Feist ist vor allem im nationalistischen Spektrum aktiv. Er hielt Vorträge vor mehreren Burschenschaften und gehörte 2008 zu den Mitbegründern der „Volksinitiative gegen das Finanzkapital“ des Publizisten Jürgen Elsässer. Seit der Gründung von dessen Querfront-Magazin Compact gehört Feist zum Umfeld des Mediums. Zudem schreibt Feist für die dem Compact-Magazin nahestehende Website rotefahne.eu des Berliner Publizisten Stephan Steins. Des Weiteren war Feist Interviewpartner des Publizisten, Dokumentarfilmers und politischen Aktivisten Michael Friedrich Vogt bei Quer-Denken.TV (Chefredakteurin war Niki Vogt) und trat bei dessen Quer-Denken-Kongress 2014 als Redner auf. 2013 war er Referent beim Alpenparlament Kongress. Im Oktober 2014 forderte er bei einer Mahnwache für den Frieden einen „Nationalen Sozialismus“ und „Knast für Journalisten“. Bei der neurechten Messe „zwischentag“ 2015 sprach er über „Geopolitik und Einwanderung“.